# Sonia Johnson
Pour les articles homonymes, voir Sonia Johnson (chanteuse) et Johnson.
Sonia Johnson, née Sonia Ann Harris le 27 février 1936 en Idaho, est une écrivain et militante féministe américaine.
Femme au franc parler, elle était membre de l'Equal Rights Amendment (ERA). À la fin des années 1970, elle critiqua publiquement la position de l'Église de Jésus-Christ des saints des derniers jours dont elle était membre et qui allait à l'encontre de l'amendement. Finalement, l'Église l'excommunia pour ce qu'elle avait fait. Puis, elle se mit à publier des livres féministes radicaux et devint par la suite une oratrice féministe très populaire.

## Biographie
Sonia Ann Harris, née à Malad, était la cinquième génération de Mormon. Elle étudia à l'université d'État de l'Utah et se maria avec Rick Johnson tout en poursuivant ses études. Elle obtint une maîtrise universitaire et un doctorat en éducation à l'université Rutgers. 
Elle fut employée à mi-temps en tant qu'enseignante d'anglais dans des universités aussi bien aux États-Unis qu'à l'extérieur du pays quand elle suivait son mari qui changeait de lieu de travail. Durant ces années, elle eut quatre enfants. En 1976, ils retournèrent aux États-Unis,.
Sonia Johnson est en couple avec  Jade DeForest. Elle témoigne dans le documentaire Lesbiana : A Parallel Revolution de Myriam Fougère réalisé en 2012.